# Communauté de communes d’Orival
Die Communauté de communes d’Orival ist ein ehemaliger französischer Gemeindeverband mit der Rechtsform einer Communauté de communes im Département Calvados in der Region Normandie. Sie wurde am 27. Dezember 1993 gegründet und umfasste 15 Gemeinden. Der Verwaltungssitz befand sich im Ort Reviers.

## Historische Entwicklung
Mit Wirkung vom 1. Januar 2017 fusionierte der Gemeindeverband mit
- Communauté de communes Bessin, Seulles et Mer sowie
- Communauté de communes du Val de Seulles

und bildete so die Nachfolgeorganisation Communauté de communes Seulles Terre et Mer.
Gleichzeitig wurden folgende Communes nouvelles gegründet:
- Creully sur Seulles
- Moulins en Bessin
- Ponts sur Seulles

Außerdem trat die Gemeinde Reviers der Communauté de communes Cœur de Nacre bei, die Gemeinde Tierceville der Communauté urbaine Caen le Mer.

## Ehemalige Mitgliedsgemeinden
1. Amblie
2. Bény-sur-Mer
3. Colombiers-sur-Seulles
4. Coulombs
5. Creully
6. Cully
7. Fontaine-Henry
8. Lantheuil
9. Martragny
10. Reviers
11. Rucqueville
12. Saint-Gabriel-Brécy
13. Thaon
14. Tierceville
15. Villiers-le-Sec